# Stitch! – Experiment 626
Stitch! – Experiment 626 (engelska: Stitch! The Movie) är en amerikansk tecknad sommarfilm från 2003. Den är en fortsättning på filmen Lilo & Stitch från 2002, och är egentligen ett tredelat pilotavsnitt till TV-serien Lilo & Stitch. Filmen släpptes direkt till video den 26 augusti 2003.

## Handling
Ett år har passerat sedan händelserna i den första filmen. Stitch, Jumba och Pleakley har bosatt sig i Hawaii på jorden hos Lilo och hennes syster Nani. En dag återvänder kapten Gantu till jorden och kidnappar Jumba och för bort honom till hans före detta partner, doktor Hämsterviel, som vill ha alla av Jumbas 625 genetiska experiment. Lilo och Stitch bestämmer sig för att försöka få tillbaka Jumba, dock i gengäld med att byta ut experimentbehållaren mot honom för doktor Hämsterviel. Strax efter det blir de båda själva fångade av Gantu och Hämsterviel efter att ha släppt ut alla experimenten, men tack vare ett av experimenten lyckas de fly undan Gantu och återvända till jorden. Där överlämnar de den arresterade Hämsterviel till högsta rådsdamen som sätter honom i fängelset och gör båda Lilo och Stitch till uppspårare med att hitta alla de andra 623 experimenten på jorden.

## Röster
- Lilo - Sandra Kassman
- Stitch - Andreas Nilsson
- Nani - Anna-Lotta Larsson
- Jumba - Stefan Ljungqvist
- Pleakley - Jonas Inde
- David - Johan Svensson
- Cobra Bubbles - Bengt Skogholt
- Högsta rådsdamen - Monica Forsberg
- Gantu - Ewert Ljusberg
- Dr. Jacques von Hämsterviel - Eric Donell
- Experiment 625 - Roger Storm

### Fotnoter
1. ↑  ”Sitch! The Movie on DVD and Video August 26” (på engelska). Disney DVD & Video. 1 augusti 2003. http://disney.go.com/disneyvideos/newsletter/aug2003/feature.html. Läst 20 augusti 2016.